# Trilochan Singh
Trilochan Singh (anglès: Tarlochan Singh)  (Lahore, 12 de febrer de 1923 - Ambala, 24 d'abril de 2008) fou un jugador d'hoquei sobre herba indi que va competir durant les dècades de 1940 i 1950.
El 1948 va prendre part en els Jocs Olímpics d'Estiu de Londres, on guanyà la medalla d'or en la competició d'hoquei sobre herba.
Estudià al Dyal Singh College de Lahore. De 1948 a 1956 va ser membre de l'equip nacional del Panjab. Des de 1949 treballà al cos de policia del Punjab. El 1981, en jubilar-se, era superintendent de policia a Haryana.